# 陸費姓
陸費姓是中文姓氏的一個婚姻合姓，源出自中國浙江省桐鄉。清朝嘉慶至道光年間，湖南巡撫陸費恩洪，其父族為陸氏，母族為費氏，一己之身兼祧兩族，合兩姓為陸費氏。
《姓氏考略》《中國古今姓氏辭典》均有收錄此姓，今陸費氏於浙江嘉興、上海、北京、台灣、香港、美國、新加坡等地，均有族人分佈。

## 另見
- 陸姓
- 費姓